# Horní náměstí (Přerov)
Horní náměstí je přerovské náměstí nacházející se v části Přerov I-Město uprostřed historického centra města. Na náměstí, které je od roku 1992 součástí městské památkové zóny, se nachází přerovský zámek, ve které sídlí muzeum Komenského. Řada zdejších renesančních domů s podloubími je památkově chráněných. Uprostřed Horního náměstí se nachází pomník přerovského rodáka, Jana Blahoslava a na jižním konci náměstí stojí socha sv. Rocha. Při ústí Horního náměstí směrem k Žerotínovu náměstí se nachází kaple svatého Jiří.

## Historie

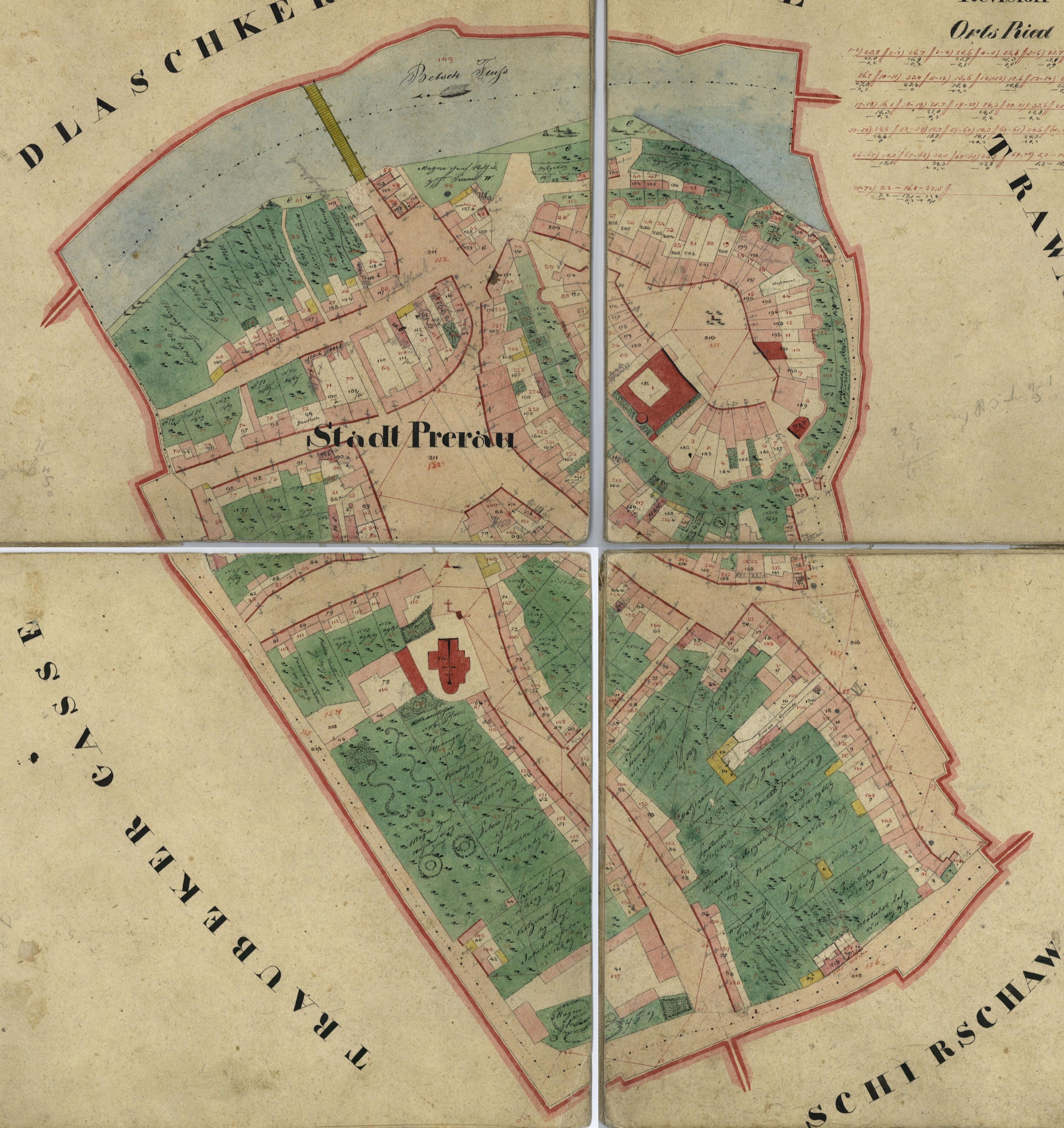
Přerov na indikační skice z roku 1830. Horní náměstí obehnané hradbami je v severozápadní části města.

Od roku 1992 je Horní náměstí spolu se zbytkem historického centra města zapsáno jako městská památková zóna.

## Galerie

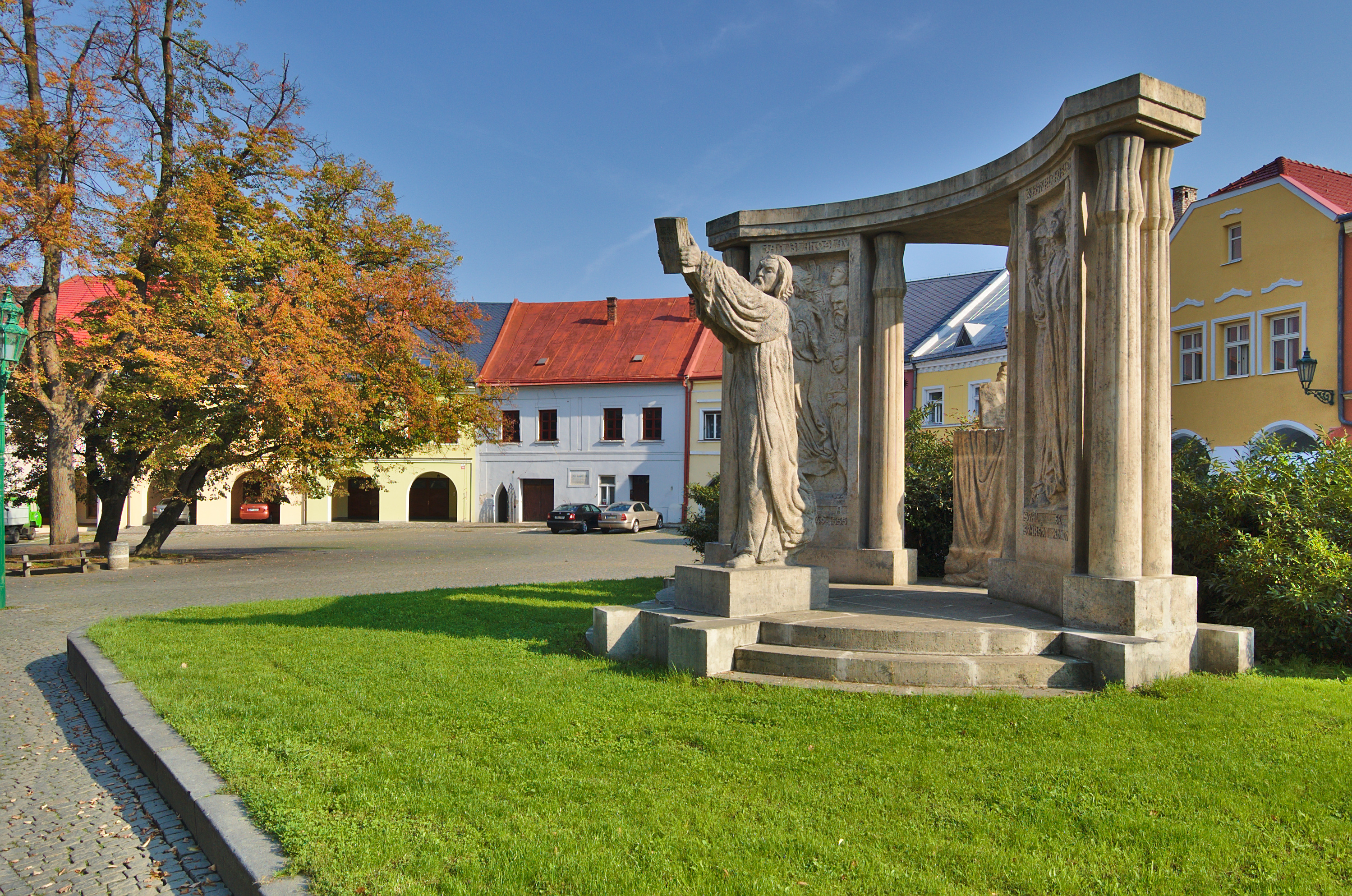
Pomník Jana Blahoslava
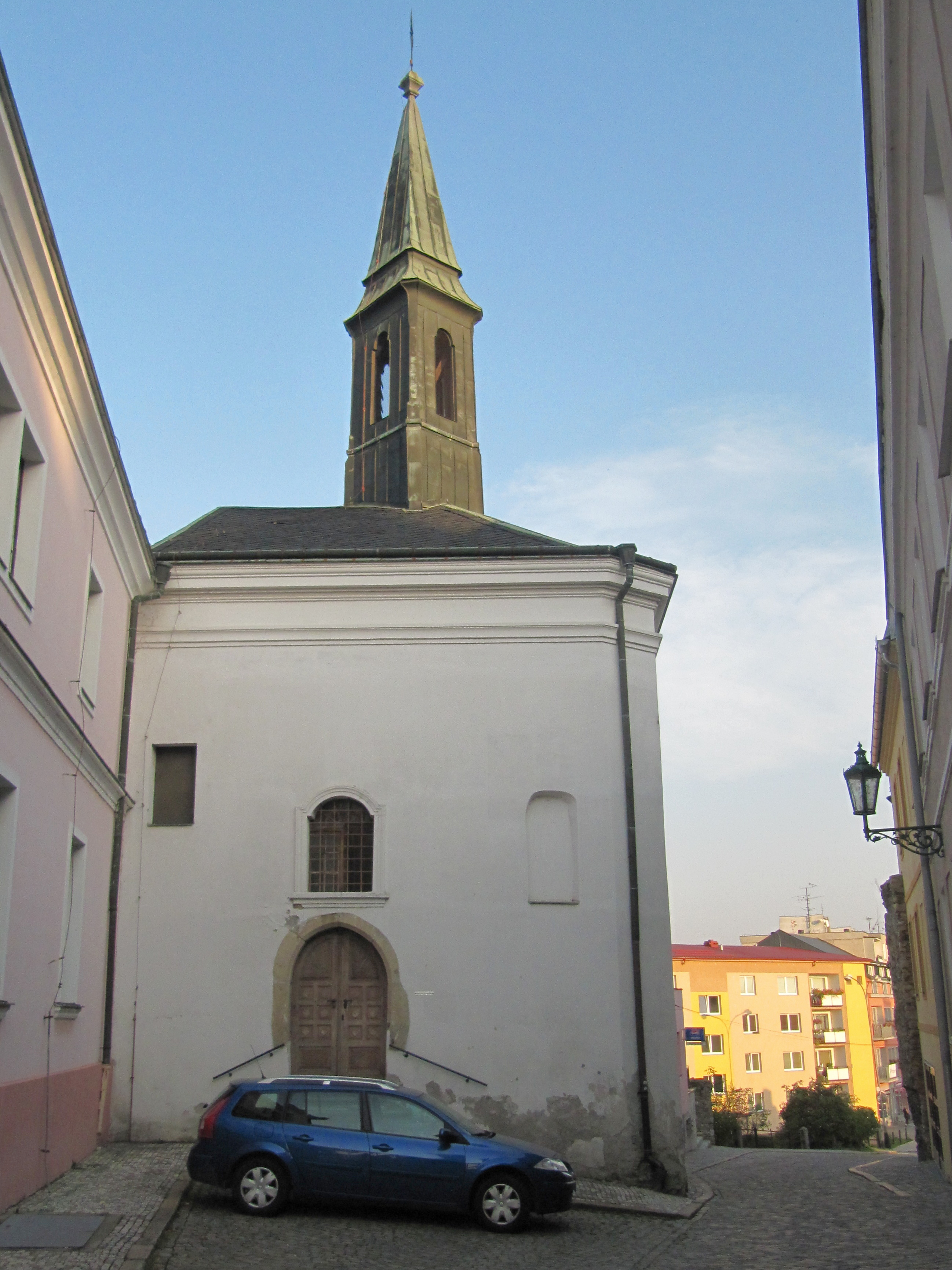
Kaple svatého Jiří
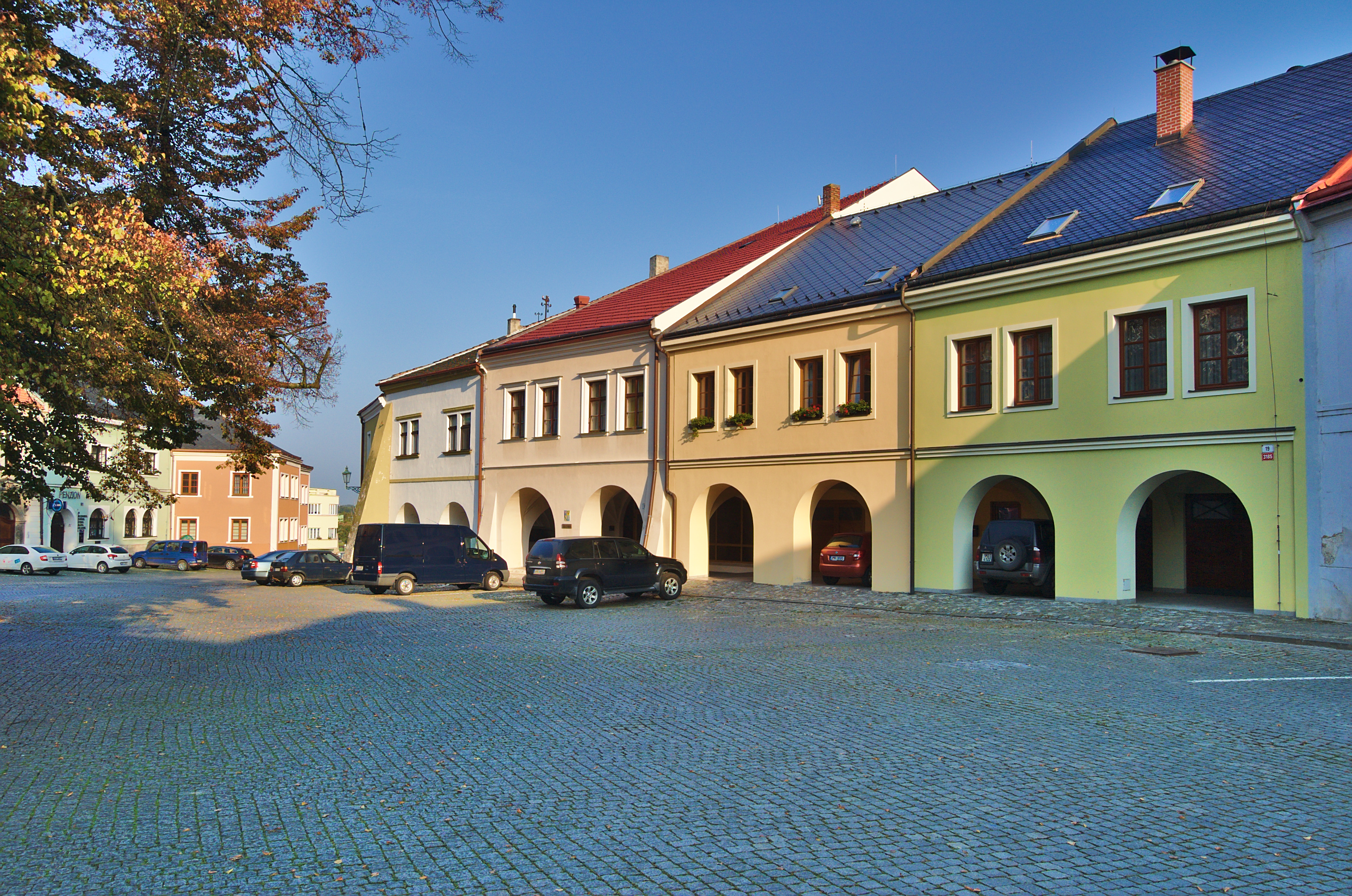
Severní část náměstí
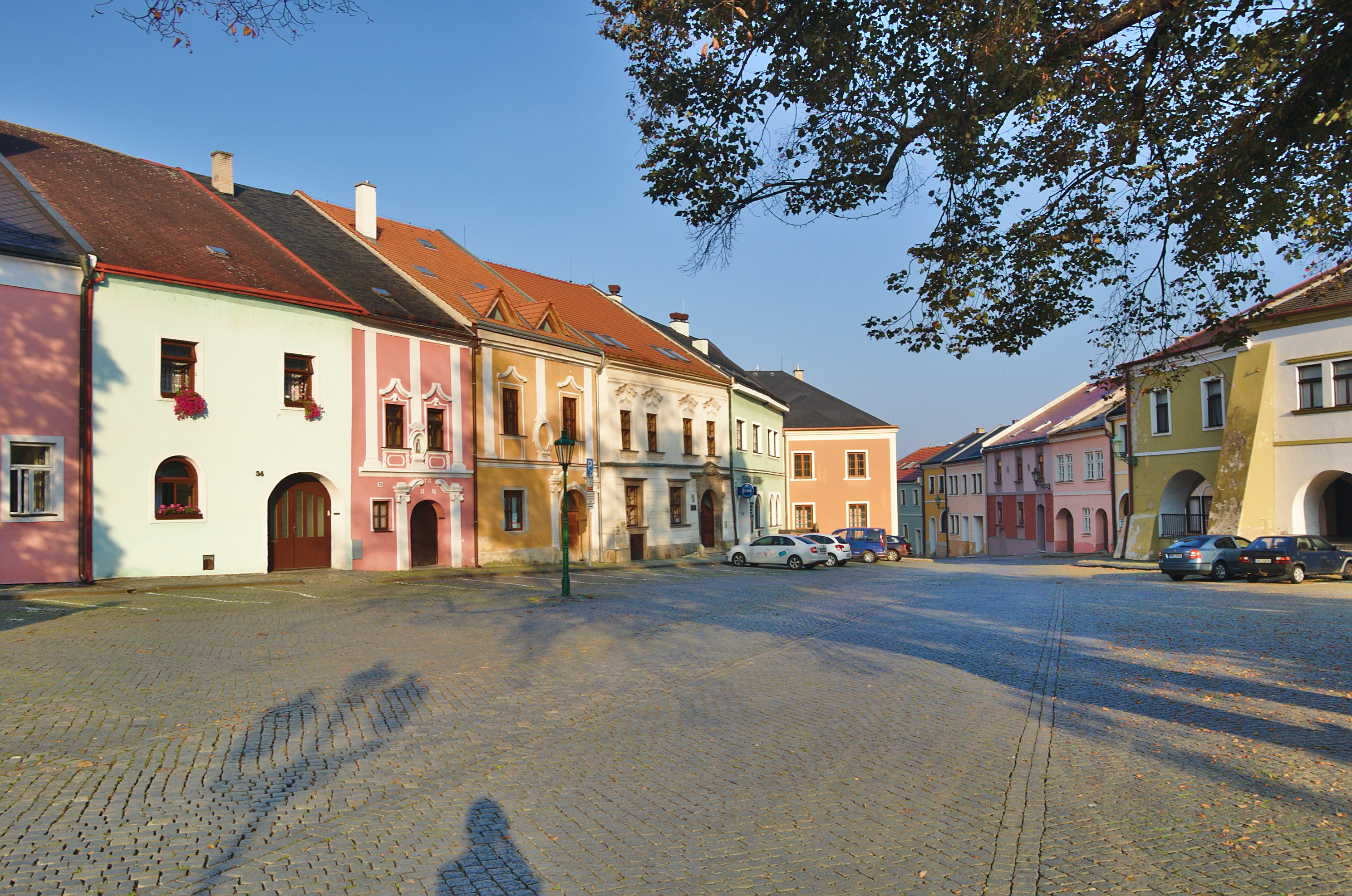
Ústí náměstí do ulice Pivovarská
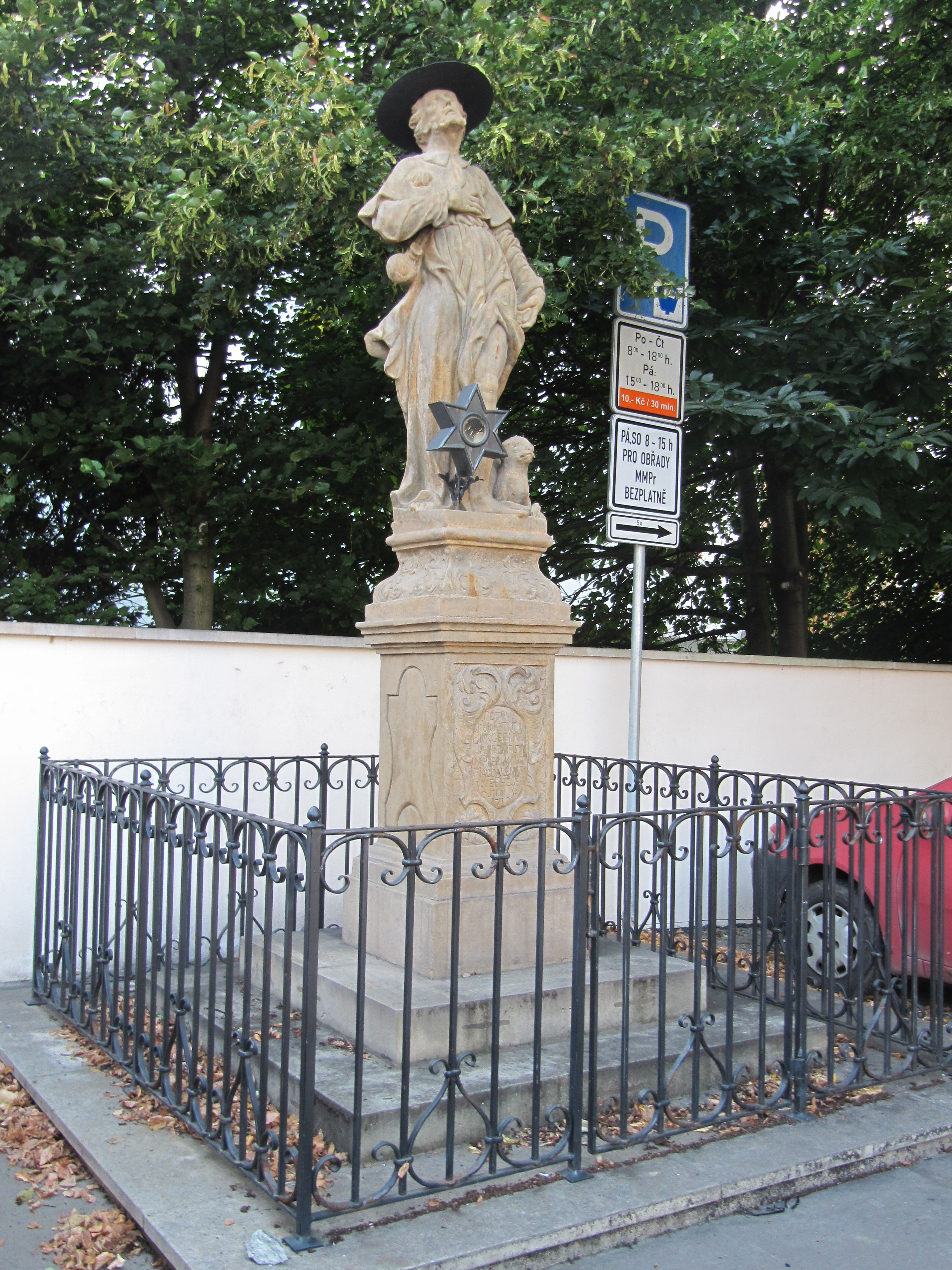
Socha svatého Rocha
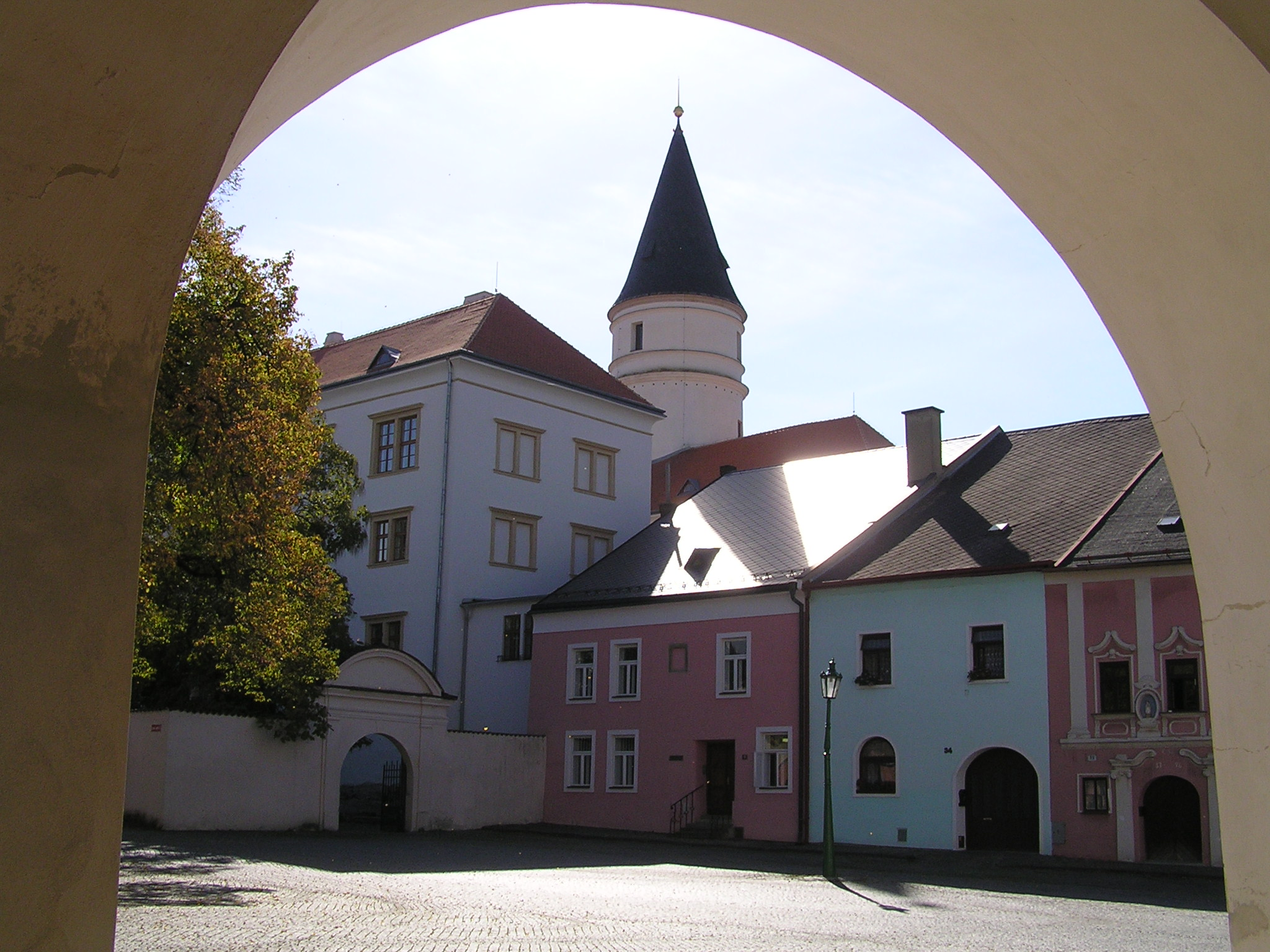
Pohled na zámek